# Selfie (Fernsehserie)
Selfie ist eine US-amerikanische Sitcom des Senders ABC, die vom 30. September bis zum 30. Dezember 2014 gezeigt wurde. Die Fernsehserie von Emily Kapnek erzählt die Geschichte der social-media-abhängigen Eliza Dooley (dargestellt durch Karen Gillan), die bemerkt, dass ihr virtuelles Leben ihre echten zwischenmenschlichen Beziehungen ersetzt hat. Daher wendet sie sich an ihren Kollegen Henry Higgs (dargestellt durch John Cho), um ihr echtes Leben wieder unter Kontrolle zu bekommen und offline authentische Verbindungen zu knüpfen. Selfie versteht sich als moderne Adaption des Musicals My Fair Lady (1956), in dem Henry Higgins der Blumenverkäuferin Eliza Doolittle hilft ihren sozialen Status zu verbessern.
Die Serie hatte mit niedrigen Einschaltquoten zu kämpfen und wurde nach nur sechs Folgen eingestellt. Die ausstehenden Folgen wurden bis Ende 2014 online bei ABC und auf Hulu veröffentlicht. Insgesamt besteht die Fernsehserie aus 13 Folgen. Für den Misserfolg der Serie wurde oft der Titel verantwortlich gemacht, obwohl es sich um eine kurzlebige Serie handelte, zeigten die Kritiker später Interesse an Selfie, als weitere Episoden veröffentlicht wurden.

## Handlung
Die erfolgreiche und schöne Pharmavertreterin Eliza Dooley definiert sich durch ihren Social-Media-Auftritt. Sie veröffentlicht regelmäßig Selfies und verbringt ihr Leben mit ihrem Smartphone. Doch nach einem peinlichen Vorfall, der sich viral verbreitet, erkennt sie, dass ihre virtuelle Popularität sich nicht in echte Freundschaften übersetzt. Um ihr Image zu verbessern, sucht Eliza Unterstützung bei dem erfolgreichen Marketing-Profi Henry Higgs, einem Kollegen, der sozialen Medien skeptisch gegenübersteht.
Unter Henrys Anleitung beginnt Eliza, sich nach und nach zu verändern. Sie wird präsenter im realen Leben und versucht, sich von ihrer Obsession für soziale Medien zu lösen. Während Eliza anfangs eher egozentrisch ist und von ihrem Internetruhm besessen, entwickelt sie sich im Laufe der Serie zu einer reiferen und charmanten Person. Henry hingegen lernt, sich zu öffnen und soziale Situationen zu bewältigen, die er zuvor vermieden hat.

## Episodenliste
| Nr. | Originaltitel                      | Erstausstrahlung USA   | Regie               | Drehbuch                             |
| --- | ---------------------------------- | ---------------------- | ------------------- | ------------------------------------ |
| 1   | Pilot                              | 30. Sep. 2014          | Julie Anne Robinson | Emily Kapnek                         |
| 2   | Un-Tag My Heart                    | 7. Okt. 2014           | Phil Traill         | Amelie Gillette                      |
| 3   | With A Little Yelp From My Friends | 14. Okt. 2014          | Alex Hardcastle     | Jessica O’Toole & Amy Rardin         |
| 4   | Nugget of Wisdom                   | 21. Okt. 2014          | Alex Hardcastle     | Emily Kapnek                         |
| 5   | Even Hell Has Two Bars             | 4. Nov. 2014           | Eric Appel          | Brian Rubenstein                     |
| 6   | Never Block Cookies                | 4. Nov. 2014           | Eric Appel          | Brian Rubenstein                     |
| 7   | Here’s This Guy                    | 11. Nov. 2014          | Christine Gernon    | Brian Chamberlayne                   |
| 8   | Traumatic Party Stress Disorder    | 25. Nov. 2014 (online) | Joe Nussbaum        | Sierra Teller Ornelas                |
| 9   | Follow Through                     | 2. Dez. 2014 (online)  | Claire Scanlon      | Eric Ledgin                          |
| 10  | Imperfect Harmony                  | 9. Dez. 2014 (online)  | Elliot Hegarty      | Sarah Tapscott                       |
| 11  | Perestroika                        | 16. Dez. 2014 (online) | Claire Scanlon      | Jessica O’Toole & Amy Rardin         |
| 12  | Stick in the Mud                   | 23. Dez. 2014 (online) | Danny Leiner        | Mathew Harawitz & Brian Rubenstein   |
| 13  | I Woke Up Like This                | 30. Dez. 2014 (online) | Eric Appel          | Amelie Gillette & Brian Chamberlayne |